# シーズ・リーヴィング・ホーム
「シーズ・リーヴィング・ホーム」（She's Leaving Home）は、ビートルズの楽曲である。1967年に発売された8作目のイギリス盤公式オリジナル・アルバム『サージェント・ペパーズ・ロンリー・ハーツ・クラブ・バンド』に収録された。レノン＝マッカートニーの作品で、ポール・マッカートニーがヴァースを書き、ジョン・レノンがコーラスを書いた。ジョージ・ハリスンとリンゴ・スターはレコーディングには参加していない。「イエスタデイ」や「エリナー・リグビー」などと同じくストリングスを主体とした楽曲で、ストリングス編曲はマイク・リーンダーが手がけた。なお、メンバーがレコーディングで楽器を演奏しなかった数少ないビートルズの楽曲の1つ。

## 背景
「シーズ・リーヴィング・ホーム」は、家出した少女を題材とした楽曲で、コーラス部分では少女の両親が狼狽している様子を描いた楽曲である。歌詞は、マッカートニーが1967年2月27日のデイリー・メール紙に掲載されていた「優等生の少女が車を乗り捨てて失踪」という見出しが付けられた記事に目を留めて、その背景を思い巡らせたもの。マッカートニーは、「だんだん歌詞が形になっていった。彼女が書き置きを残してそっと家を出ると、両親が目を覚まし、そして…。ジョンに見せると掛け合いのコーラスで、両親の視点を付け加えてくれた」と語り、1984年12月の『プレイボーイ』誌のインタビューでは「僕が書いた。あの頃の僕のバラード風の曲だ。僕の娘の1人がこの曲が好きなんだ。ということは、今でも通用するということなのかな。この曲では別のアレンジャーを使ったことで、ジョージ・マーティンに不快な思いをさせてしまった。その時彼はとても忙しかったんだけど、僕はとにかく早くこの曲を仕上げたかった。ジョージにとっては受け入れがたいことだったと思う。そんなつもりはなかったけど、この一件でジョージを傷つけてしまった」と語っている。
新聞記事で報じられた家出した少女はメラニー・コーという当時17歳の女子学生で、1963年10月に放送されたイギリスの音楽番組『レディ・ステディ・ゴー』のダンス部門に出演した際、審査員を務めていたマッカートニーから優勝者に選ばれていた。後にコーは、本作と自身の繋がりを知り、「何よりも驚かされたのは、あの曲が私の人生を忠実に描いていることでした。『何年もずっと一人で暮らしてきた』という歌詞は、私がずっと一人っ子で孤独な思いをしていたことから特に心に響きました」と語っている。

## レコーディング
「シーズ・リーヴィング・ホーム」のレコーディングは、1967年3月17日にEMIレコーディング・スタジオのスタジオ2で開始された。ビートルズの楽曲でストリングスやオーケストラを用いた作品の編曲は、基本的にジョージ・マーティンが担当しているが、本作のレコーディング当時はシラ・ブラックのセッションに入っていたことからアレンジの依頼を拒否した。一刻も早く曲を仕上げたかったマッカートニーとレノンは、マイク・リーンダーにストリングス編曲を依頼した。なお、マーティンがビートルズの楽曲の編曲を担当しなかった初の例となった。この件について、マーティンは「馬鹿馬鹿しいことなんだよ。彼はやたらと先を急いでいたし、私は他の仕事で手いっぱいで、どうしようもなかった。私が腹を立てているのを知って、彼は驚いていたが、今じゃポールも自覚しているようだ。少しだけスコアを書き換えた。ほんの少しね。マイク・リーンダーはいい仕事をしてくれたと思う」と語っている。初日のセッションで、マーティンはヴァイオリン（4丁）、ヴィオラ（2丁）、チェロ（2台）、ダブルベース、ハープで構成される10人のクラシック演奏家の指揮を執った。ハープを演奏したのはシーラ・ブロンバーグで、ビートルズの楽曲に女性のミュージシャンが参加した初の例だった。
3日後にテイク1とテイク6が4トラック・レコーダーから2本目のテープの2つのトラックにミックスダウンされ、テイク9とされたテイク1のリダクション・ミックスの方が出来が良いと判断されたことから、レノンとマッカートニーはテイク9の空いている2つのトラックにボーカルを録音した。
3月20日にモノラル・ミックス、4月17日にステレオ・ミックスが作成された。なお、モノラル・ミックスは通常よりもテープの回転速度を速くして作成したため、キーがオリジナルのEから半音高いFに上がった。ステレオ・ミックスでは、テープの回転速度を変更していないため、元のテンポとキーのままとなった。2017年に発表された『サージェント・ペパーズ・ロンリー・ハーツ・クラブ・バンド (50周年記念アニバーサリー・エディション)』では、ジャイルズ・マーティンとサム・オケルによってリミックスされたステレオ・ミックスが収録されているが、同作でのリミックスはモノラル・ミックスを基にしたステレオ・ミックスとなっているため、テンポとキーがモノラル・ミックスに合わせられた。同アニバーサリー・エディションの6枚組スーパー・デラックスには、初期段階のモノラル・ミックスも収録されている。なお、最初の2つのコーラスの最後の「Bye bye」の後に、短いチェロのフレーズが入っていたが、モノラル・ミックスとステレオ・ミックスの仕上げの際に編集で消去された。

## 評価
1967年4月に、マッカートニーはアメリカ合衆国カリフォルニア州ロサンゼルスにいるザ・ビーチ・ボーイズを訪ね、ブライアン・ウィルソンの自宅でピアノを用いて本作を演奏した。ウィルソンは当時について「ポールとデレク・テイラーが訪ねてきた晩、僕らは『ヴェガ・テーブルズ』という楽曲をレコーディングしていた。ポールが『シーズ・リーヴィング・ホーム』をピアノで演奏してくれたんだけど、レコードになったバージョンに負けない素晴らしさだったよ。僕と妻のマリリンは泣いていた。それはあれがとても感動的な歌詞がついた、なんとも美しい曲だったからだ」と振り返っている。レノンとマッカートニーは、1967年のアイヴァー・ノヴェロ賞で最優秀ソング部門を受賞した
作曲家のネッド・ローレムは、本作について「シューベルトが書いたどの曲にも引けを取らない」と評している。『ニューヨーク・タイムズ』紙でリチャード・ゴールドスタインは、「エリナー・リグビー」を引き合いに「『エリナー・リグビー』は悲劇を感動的に描いていたが、『シーズ・リーヴィング・ホーム』は刺激のない物語」と評し、その一方で音楽評論家のイアン・マクドナルドは「ア・デイ・イン・ザ・ライフ」とともに、アルバムで最高の楽曲の1つとして挙げている。
2018年に『タイムアウト・ロンドン』誌が発表した「最高のビートルズの楽曲」の5位にランクインした。

## クレジット
※出典
- ポール・マッカートニー - ダブルトラックのボーカル
- ジョン・レノン - ダブルトラックのボーカル
- マイク・リーンダー（英語版） - ストリングス編曲
- ジョージ・マーティン - 指揮、プロデュース
- エリック・グリューエンバーグ、デレク・ジェイコブス（英語版）、トレヴァー・ウィリアムズ、ホセ・ルイス・ガルシア（英語版） - ヴァイオリン
- ジョン・アンダーウッド（英語版）、スティーヴン・シングルス（英語版） - ヴィオラ
- デニス・ヴィゲイ（英語版）、アラン・ダルジエル（英語版） - チェロ
- ゴードン・ピアース（英語版） - コントラバス
- シーラ・ブロンバーグ（英語版） - ハープ

## カバー・バージョン
- デヴィッド&ジョナサン（英語版） - 1967年6月2日にシングル盤として発売[3]。プロデュースはジョージ・マーティン。
- ハリー・ニルソン - 1967年に発売されたアルバム『Pandemonium Shadow Show』に収録。
- デビー・バーン - 1975年に発売されたアルバム『She's a Rebel』に収録。
- ブライアン・フェリー - 1976年に公開された映画『映画と実録でつづる第二次世界大戦』のサウンドトラック・アルバムに収録[16]。
- ビリー・ブラッグ - 1988年にWet Wet Wetがカバーした「ウィズ・ア・リトル・ヘルプ・フロム・マイ・フレンズ」との両シングルとして発売され、全英シングルチャートで4週連続で第1位を獲得[17]。